# Endasys aurarius
Endasys aurarius är en stekelart som beskrevs av Luhman 1990. Endasys aurarius ingår i släktet Endasys och familjen brokparasitsteklar. Inga underarter finns listade i Catalogue of Life.